# Luis Tristán
Luis Tristán de Escamilla,  (Tolède, 1585 - 1624) est un peintre espagnol. Il est considéré comme le meilleur élève du Greco et fut influencé par le ténébrisme italien.